# Moses brinnande buske
Moses brinnande buske (Dictamnus albus), även kallad diptam, är en art i diktamnussläktet, som ingår i familjen vinruteväxter. Arten förekommer naturligt i tempererade områden i södra och centrala Europa, och österut till Himalaja och tempererade Asien. Växten odlas i Sverige som trädgårdsväxt.
Moses brinnande buske är en mångformig, upprätt flerårig ört eller halvbuske som blir 30 till 60 centimeter hög. Stjälkarna är mjukhåriga med mörka glandelkörtlar. Bladen är skaftlösa och sitter motsatta, parbladiga med 5 till 13 delblad, vilka är 3,5 till 10 centimeter långa och 1,2 till 3,7 centimeter breda, elliptiska till smalt äggrunda, sågtandade, spetsiga till utdraget spetsiga och mjukhåriga. Blommorna sitter en toppställd blomställning, som en klase, med stödblad intill varje blomskaft. Kronbladen blir cirka 3 centimeter långa, avlånga med en liten klo, de är vita till ljust rosa med mörkt rosa nerver. Ståndarna är utskjutande och klibbhåriga mot spetsen. Pistillen är nedåtböjd. Frukten är en vedartad, femflikig kapsel som blir cirka 2 centimeter lång och som mogen öppnar sig explosivt för att skjuta ut de 2 till 3 svarta fröna. Växten blommar under högsommaren.
Moses brinnande buske har fått sitt namn av att den avsöndrar en eterisk olja som vid varmt väder förgasas. Om detta sker snabbt nog, kan det på avstånd te sig som en rök. Den citrondoftande gasen är brännbar, och kan antändas genom att vätskedroppar fungerar som brännglas. Växten skadas dock inte av  elden.
Namnet "Moses brinnande buske" syftar på berättelsen om hur Gud sägs ha uppenbarat sig för Moses i en brinnande buske. Se andra Mosebokens tredje kapitel i Gamla testamentet.

## Sorter

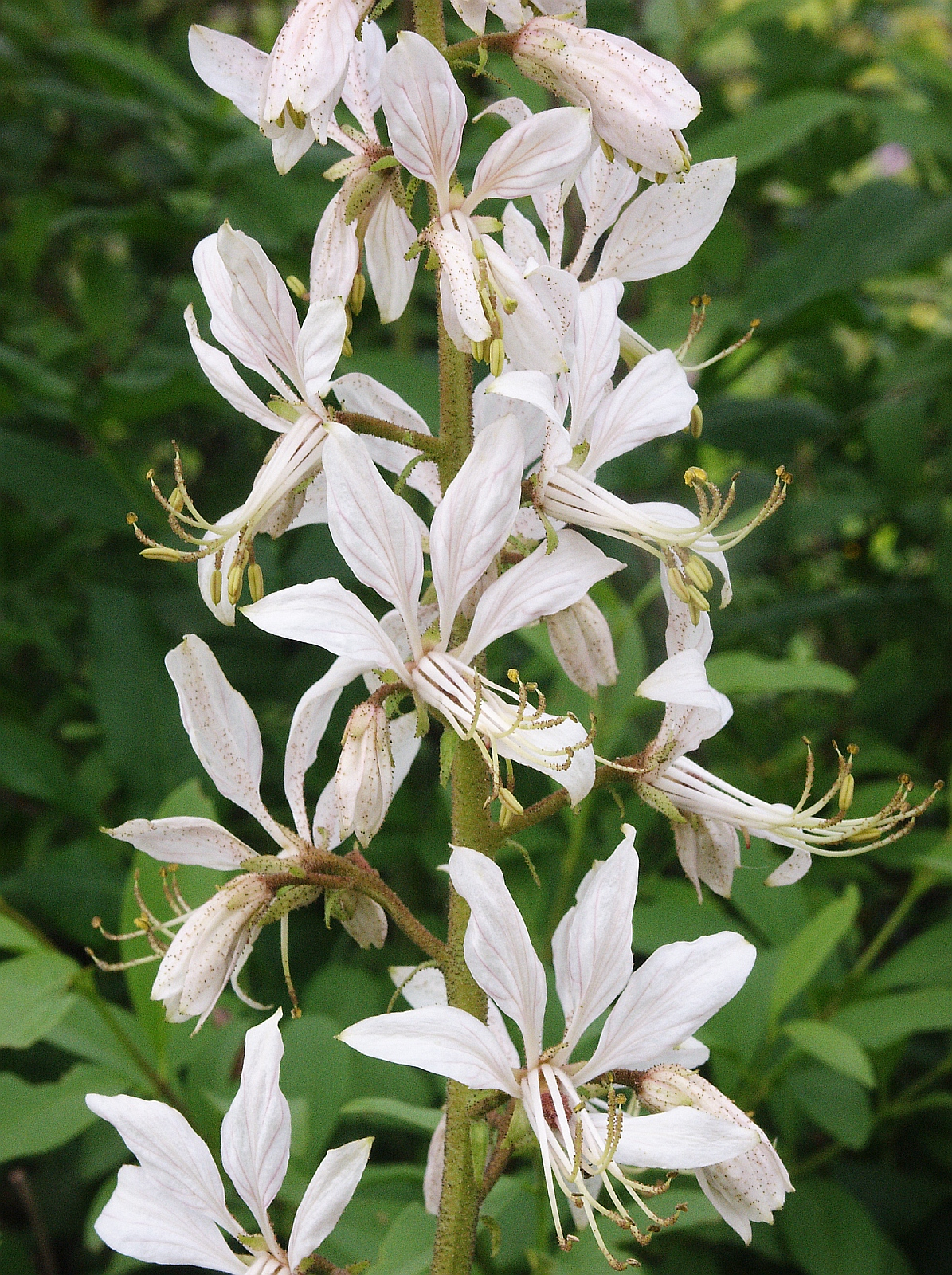
Sorten Albiflorus

Albiflorus – har vita kronblad med blekt rosa nerver.
Sortnamnen Purpureus och Roseus är egentligen inga sorter, utan syftar på den vanliga typen med rosa blommor.